# 松庵

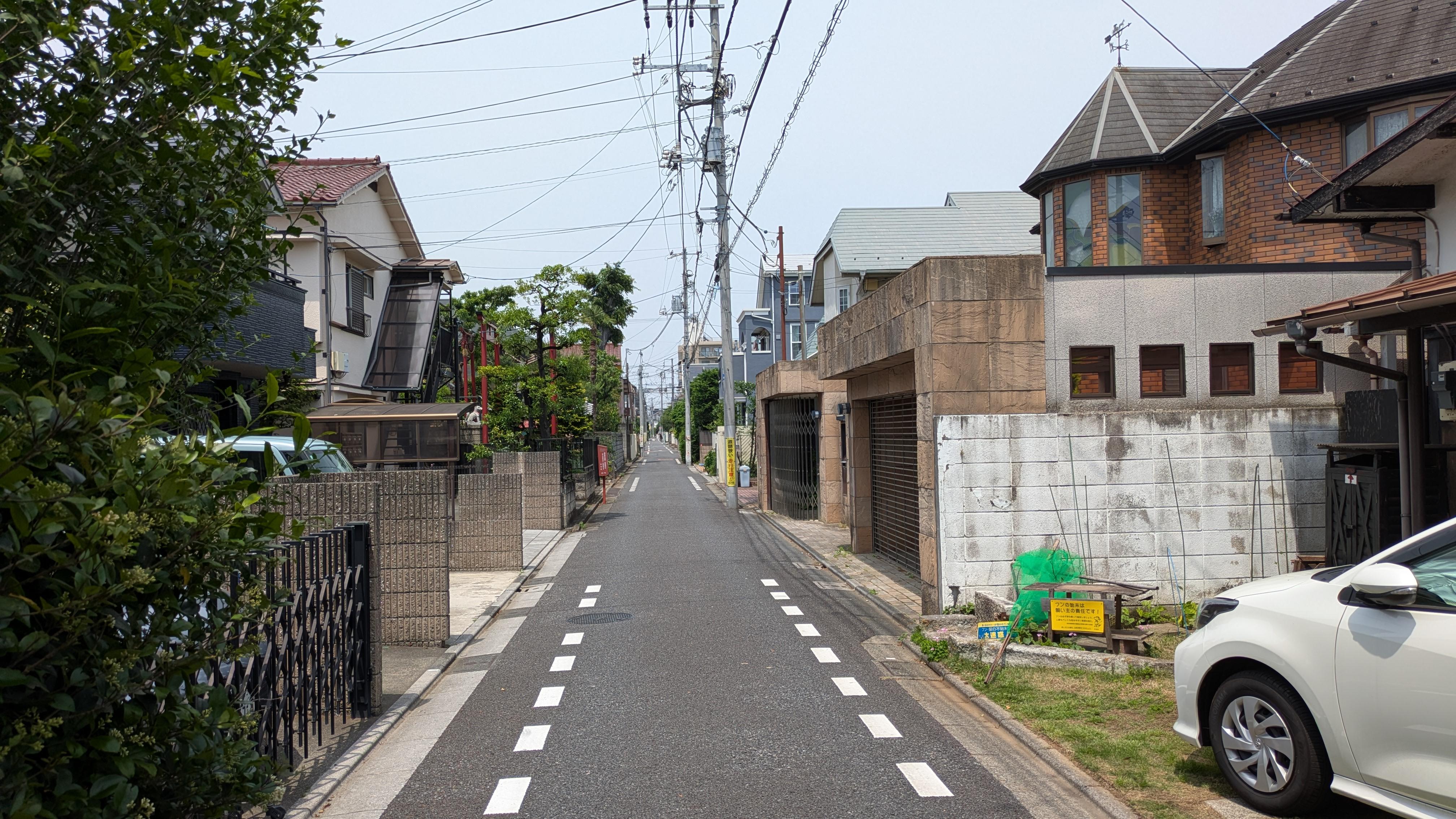
松庵住宅街

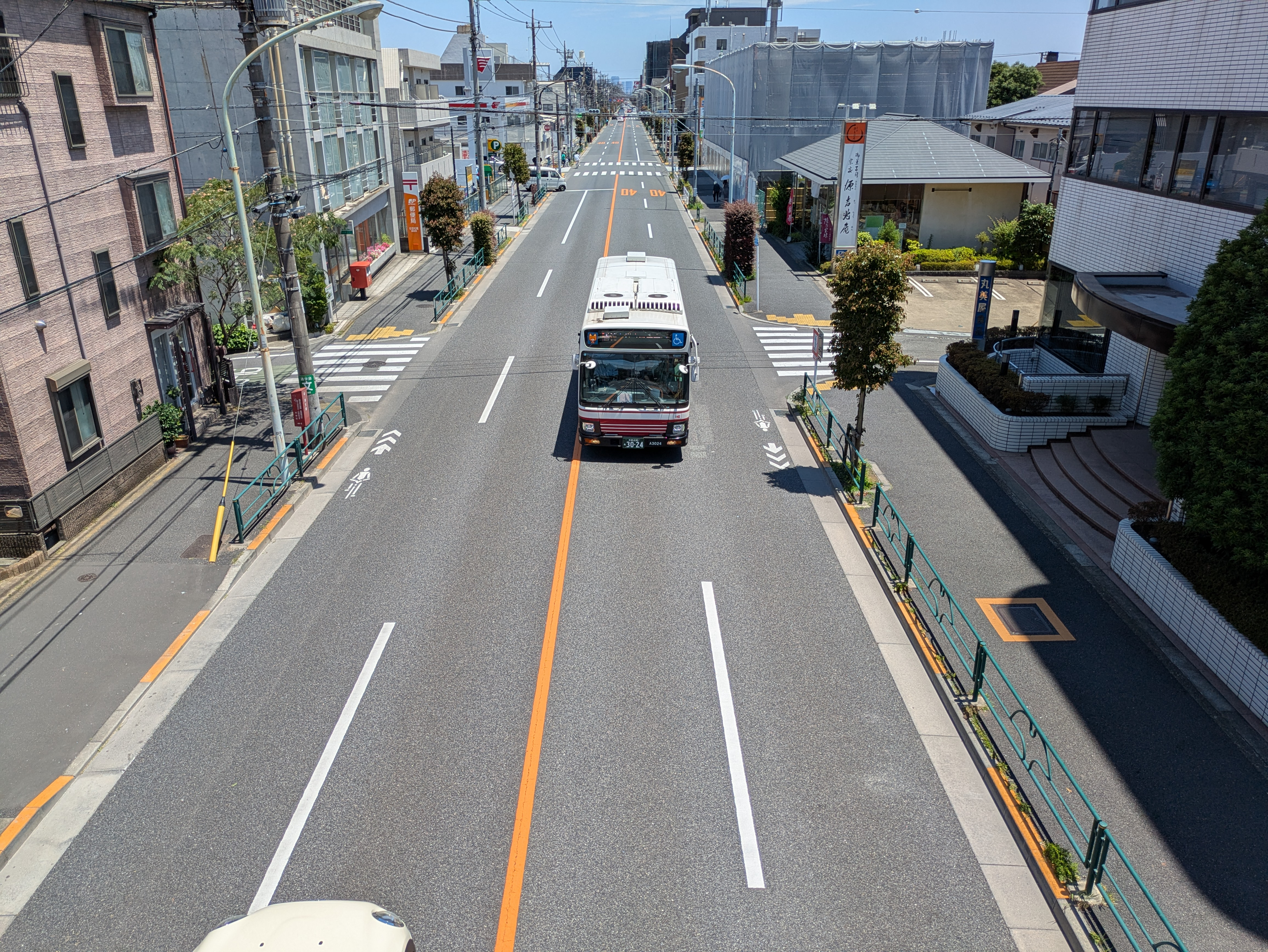
松庵を横断する井ノ頭通り（杉並区松庵）（2025年6月）

松庵（しょうあん）は、東京都杉並区の町名。現行行政地名は松庵一丁目から松庵三丁目。

## 地理
杉並区の西南部に位置する。北辺はJR東日本中央線を含み、これを境に西荻北・武蔵野市吉祥寺東町に接する。西部は武蔵野市吉祥寺南町に接する。南部は杉並区久我山に接する。南東部は宮前、東部は西荻南に接する。二丁目と三丁目との境を五日市街道が、また一丁目と二丁目の間を井の頭通りがそれぞれ横断している。

### 河川
かつては地内に松庵川が流れていたが、現在は暗渠化されている。

### 概要
主に住宅地として利用される。北端には中央線の西荻窪駅が置かれている。南部では京王井の頭線・三鷹台駅及び久我山駅が利用可能な範囲にある。五日市街道沿いなどにバスの便もあり、これを利用する者もいる。

### 地価
住宅地の地価は、2025年（令和7年）1月1日の公示地価によれば、松庵2-14-10の地点で68万6000円/m2となっている。

## 歴史
開発当初は松庵新田と称し、正徳・享保期より松庵村となった。1889年（明治22年）より高井戸村の大字。1932年（昭和7年）杉並区松庵北町・松庵南町に分かれる。1969年（昭和44年）両町及び西高井戸一・二丁目に松庵一～三丁目が成立した。

### 地名の由来
江戸時代にこの地の開拓を指導した医師・荻野松庵に因んでいる。円光寺の住職とする説もある。

## 世帯数と人口
2025年（令和7年）3月1日現在（杉並区発表）の世帯数と人口は以下の通りである。
| 丁目       | 世帯数    | 人口     |
| ---------- | --------- | -------- |
| 松庵一丁目 | 1,899世帯 | 3,782人  |
| 松庵二丁目 | 1,449世帯 | 2,645人  |
| 松庵三丁目 | 2,769世帯 | 4,458人  |
| 計         | 6,117世帯 | 10,885人 |

### 人口の変遷
国勢調査による人口の推移。
| 年                 | 人口   |
| ------------------ | ------ |
| 1995年（平成7年）  | 9,613  |
| 2000年（平成12年） | 9,821  |
| 2005年（平成17年） | 9,759  |
| 2010年（平成22年） | 10,170 |
| 2015年（平成27年） | 10,354 |
| 2020年（令和2年）  | 10,939 |

### 世帯数の変遷
国勢調査による世帯数の推移。
| 年                 | 世帯数 |
| ------------------ | ------ |
| 1995年（平成7年）  | 4,676  |
| 2000年（平成12年） | 5,019  |
| 2005年（平成17年） | 5,117  |
| 2010年（平成22年） | 5,505  |
| 2015年（平成27年） | 5,533  |
| 2020年（令和2年）  | 6,039  |

## 学区
区立小・中学校に通う場合、学区は以下の通りとなる（2016年1月時点）。
| 丁目       | 番地            | 小学校                   | 中学校             |
| ---------- | --------------- | ------------------------ | ------------------ |
| 松庵一丁目 | 1〜2番 22〜23番 | 杉並区立高井戸第二小学校 | 杉並区立西宮中学校 |
| 松庵一丁目 | 3〜21番         | 杉並区立松庵小学校       | 杉並区立西宮中学校 |
| 松庵二丁目 | 全域            | 杉並区立松庵小学校       | 杉並区立西宮中学校 |
| 松庵三丁目 | 1～16番         | 杉並区立松庵小学校       | 杉並区立西宮中学校 |
| 松庵三丁目 | 17〜41番        | 杉並区立松庵小学校       | 杉並区立神明中学校 |

## 交通

### 鉄道
鉄道空白地帯となり町域内に鉄道駅はない。
| 街区内の駅                                               | 近隣の駅                                         |
| -------------------------------------------------------- | ------------------------------------------------ |
| JR中央線 JR中央・総武線各駅停車 - 西荻窪駅(JC 10)(JB 03) | 京王井の頭線 - 久我山駅(IN 14) - 三鷹台駅(IN 15) |

- 西荻窪駅は、僅かに駅敷地が地内にかかっている。

### バス

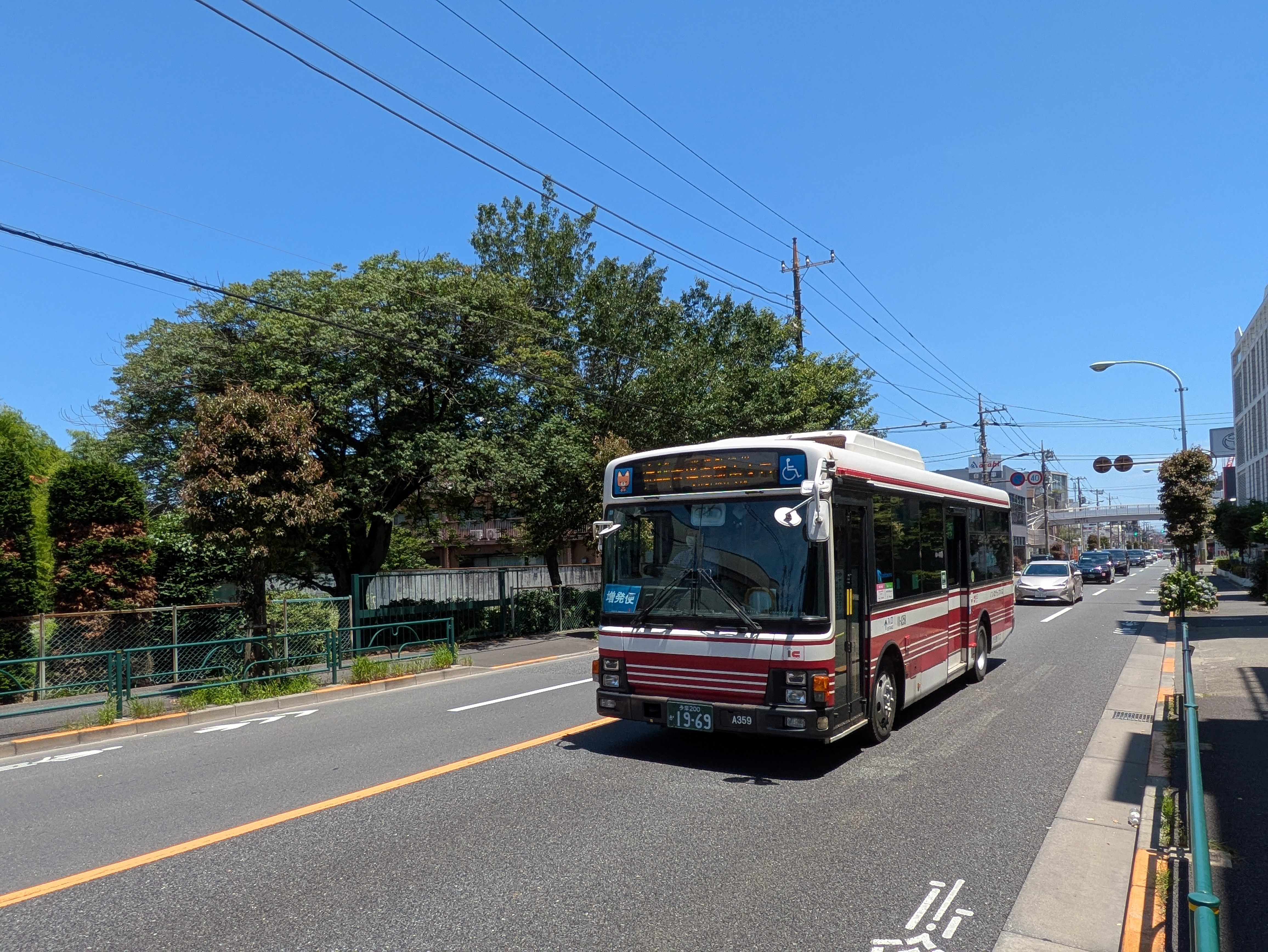
松庵井ノ頭通りを走るバス（2025年6月）

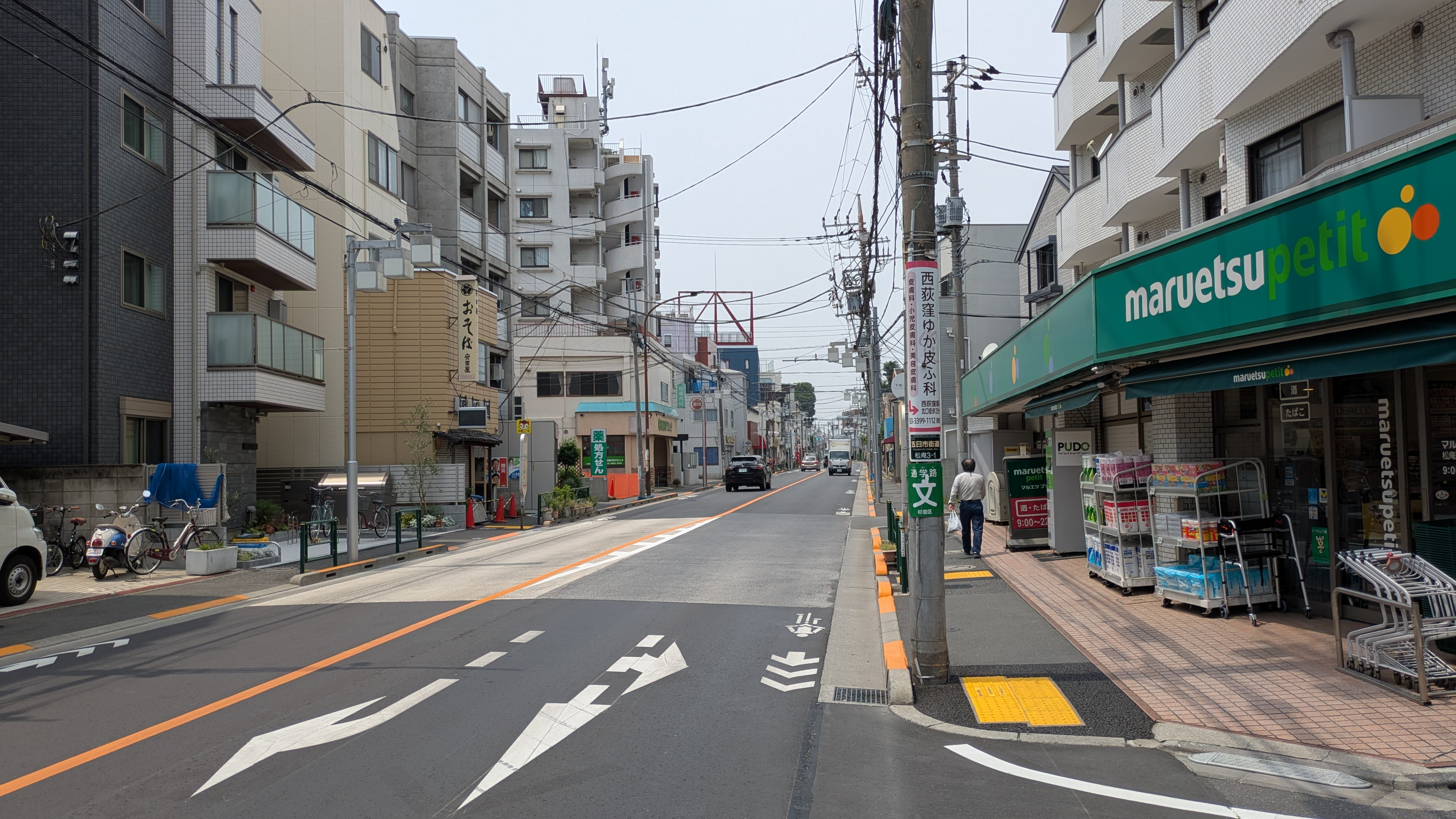
松庵　五日市街道

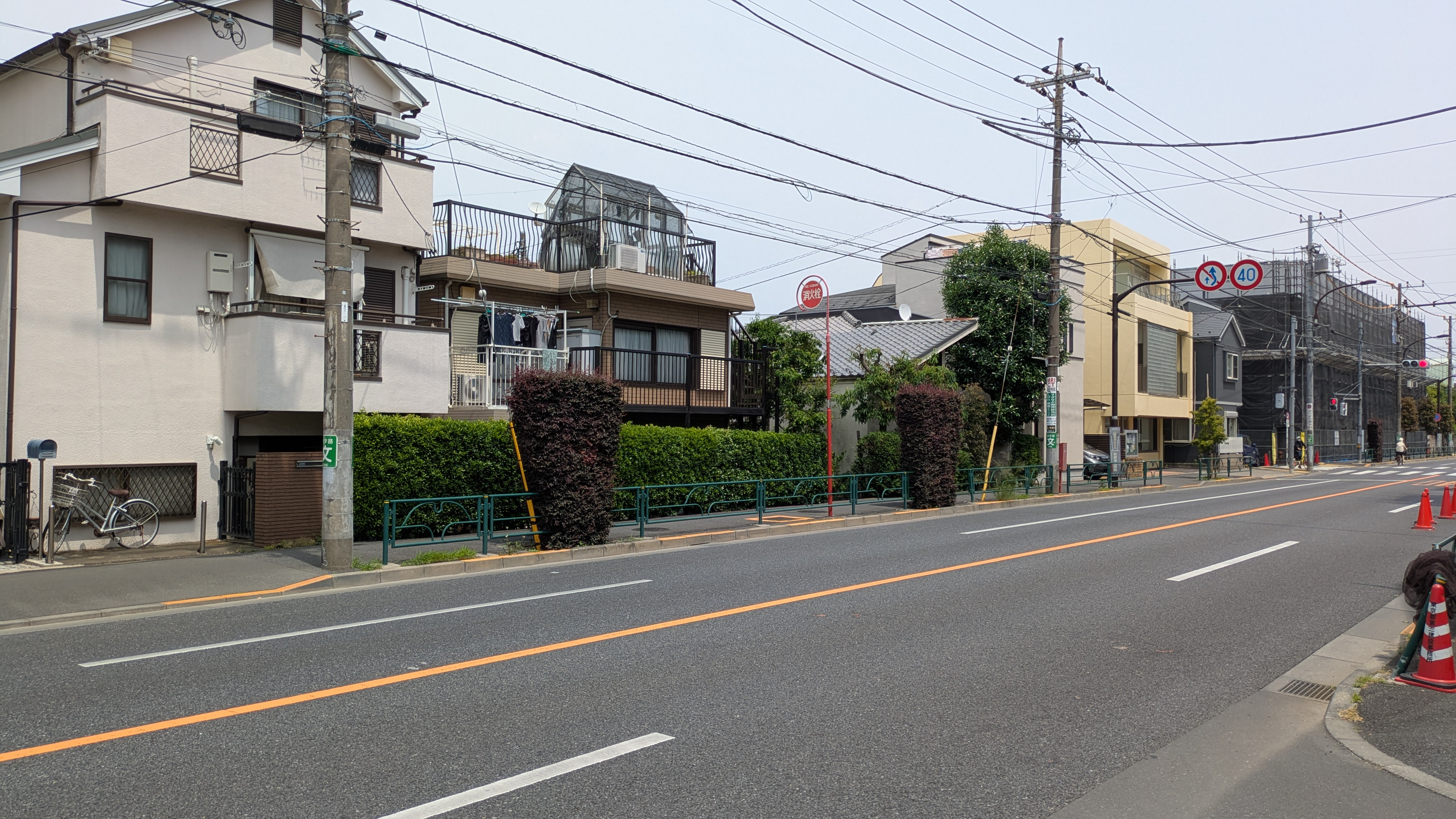
松庵　井ノ頭通り

- 関東バス青梅街道営業所 ｰｰｰ 「荻窪駅−西荻窪駅−立教女学院間」のバスを運行。松庵1丁目・2丁目の実質的なバス路線となる。狭隘道路の一方通行を走る運行の為、松庵の街区東側→南側→西側を沿う時計回りの運行が特徴となり、荻窪→立教女学院→荻窪行きと言う終点ループ運転の形態とる。また、練馬区上石神井付近の青梅街道営業所へ入出庫する運用も存在する。
- 関東バス五日市街道営業所 ｰｰｰ 松庵2丁目・3丁目境界を走る五日市街道沿いを運行。吉祥寺駅−中野駅間を運行。中野区内では青梅街道が経路となり、新高円寺駅・東高円寺駅を経由している。
- ムーバス ｰｰｰ 街区東側は隣接する吉祥寺市運行のムーバスの路線も運行されており利用可能。こちらは吉祥寺駅を起点に時計回りの循環路線なる。松庵西側と吉祥寺市の境界の立教通りでは、南から北へのみ運行する関東バスと、北から南へのみ運行するムーバスが走行する特徴的な光景が見られる。
- 小田急バス吉祥寺営業所 ｰｰｰ 松庵1丁目・2丁目の境界を走る井ノ頭通りを運行。吉祥寺駅−新宿駅間を運行。(2024/3/15迄は武蔵境駅発着。)運転が日曜日1往復のみで、運行免許維持路線と言われている。杉並区松庵に「松庵町」バス停が存在し、隣接する杉並区宮前には「松庵東」バス停がある。(2025/6/29迄)

### 道路
- 東京都道7号杉並あきる野線（五日市街道及び井の頭通り）
- 立教通り

## 事業所
2021年（令和3年）現在の経済センサス調査による事業所数と従業員数は以下の通りである。
| 丁目       | 事業所数  | 従業員数 |
| ---------- | --------- | -------- |
| 松庵一丁目 | 56事業所  | 502人    |
| 松庵二丁目 | 79事業所  | 572人    |
| 松庵三丁目 | 236事業所 | 1,079人  |
| 計         | 371事業所 | 2,153人  |

### 事業者数の変遷
経済センサスによる事業所数の推移。
| 年                 | 事業者数 |
| ------------------ | -------- |
| 2016年（平成28年） | 334      |
| 2021年（令和3年）  | 371      |

### 従業員数の変遷
経済センサスによる従業員数の推移。
| 年                 | 従業員数 |
| ------------------ | -------- |
| 2016年（平成28年） | 2,155    |
| 2021年（令和3年）  | 2,153    |

## 施設
- 杉並区立松庵小学校
- 西荻まこと幼稚園
- 松庵保育園
- 玉成保育専門学校
- 丸美屋食品本社
- 三浦屋本社
- 瑛博美術館

## 史跡
- 西高井戸松庵稲荷神社

## 出身者
- 金田一秀穂 - 言語学者
- 中西進 - 国文学者

## その他

### 日本郵便
- 郵便番号 : 167-0054[3]（集配局 : 荻窪郵便局[16]）。